# Aknasjön (Kotajk)
Aknasjön (armeniska: Ակնա լիճ) är en sjö i Armenien. Den är belägen i den centrala delen av landet, 40 kilometer öster om huvudstaden Jerevan. Aknasjön är belägen 3 036 meter över havet. Arean är 0,80 kvadratkilometer.
Trakten runt Aknasjön består i huvudsak av gräsmarker. Runt Aknasjön är det ganska tätbefolkat, med 134 invånare per kvadratkilometer. Inlandsklimat råder i trakten. Årsmedeltemperaturen i trakten är −1 °C. Den varmaste månaden är augusti, då medeltemperaturen är 13 °C, och den kallaste är januari, med −15 °C. Genomsnittlig årsnederbörd är 655 millimeter. Den regnigaste månaden är maj, med i genomsnitt 100 mm nederbörd, och den torraste är augusti, med 18 mm nederbörd.